# Taça Chick-fil-A Bowl de 2006
A Taça Chick-fil-A Bowl de 2006, foi uma partida de pós-temporada de futebol universitário dos Estados Unidos, entre Georgia Bulldogs e Virginia Tech Hokies, em Atlanta.